# Gregg Palmer
Gregg Palmer, nato Palmer Lee (San Francisco, 25 gennaio 1927 – Encino, 31 ottobre 2015), è stato un attore statunitense.
Ha recitato in oltre 60 film dal 1950 al 1981 ed è apparso in quasi cento produzioni televisive dal 1954 al 1982.

## Biografia
Gregg Palmer nacque a San Francisco, in California, il 25 gennaio 1927. Cominciò la sua carriera artistica in radio come disc jockey con il suo nome di battesimo Palmer Lee. Debuttò nel 1950, non accreditato, nel film Irma va a Hollywood nel ruolo di un medico e in televisione nell'episodio The Globe della serie televisiva Il cavaliere solitario, andato in onda il 30 dicembre 1954, nel ruolo di Stanley Ammons.
Interpretò poi, sempre per la televisione, moltissimi personaggi secondari per episodi di serie televisive. In particolare recitò in quasi tutte le principali serie televisive western dell'epoca d'oro della televisione statunitense, dagli anni 50 agli anni 60, genere per il quale fece numerose apparizioni anche al cinema, tra cui nel dittico La vita, a volte, è molto dura, vero Provvidenza? (1972) e nel suo seguito Ci risiamo, vero Provvidenza? (1973). La sua ultima apparizione sul piccolo schermo fu nella miniserie televisiva Il grigio e il blu, andata in onda in prima televisiva sulla CBS nel 1982, mentre per il grande schermo l'ultima interpretazione risale al film Early Warning (1981), in cui interpretò il sergente Scott O'Malley.

## Filmografia

### Cinema

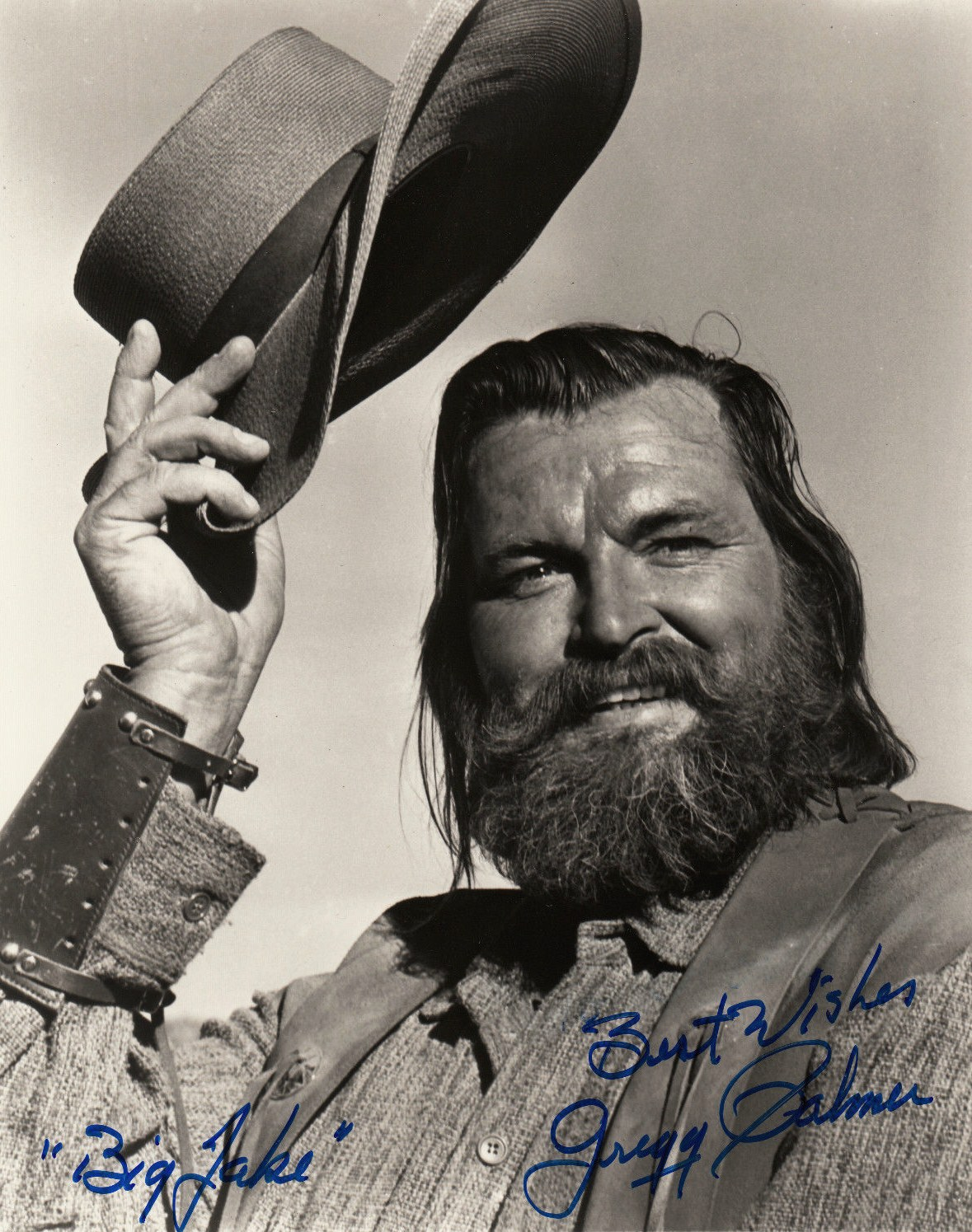
Gregg Palmer in Il grande Jake

- Irma va a Hollywood (My Friend Irma Goes West), regia di Hal Walker (1950)
- Marmittoni al fronte (Up Front), regia di Alexander Hall (1951)
- Quel fenomeno di mio figlio (That's My Boy), regia di Hal Walker (1951)
- Lasciami sognare (Meet Danny Wilson), regia di Joseph Pevney (1951)
- L'ultimo fuorilegge (The Cimarron Kid), regia di Budd Boetticher (1952)
- Kociss, l'eroe indiano (The Battle at Apache Pass), regia di George Sherman (1952)
- L'autocolonna rossa (Red Ball Express), regia di Budd Boetticher (1952)
- Francis all'Accademia (Francis Goes to West Point), regia di Arthur Lubin (1952)
- Sally e i parenti picchiatelli (Sally and Saint Anne), regia di Rudolph Maté (1952)
- Il figlio di Alì Babà (Son of Ali Baba), regia di Kurt Neumann (1952)
- Back at the Front, regia di George Sherman (1952)
- La grande sparatoria (The Raiders), regia di Lesley Selander (1952)
- La ribelle del West (The Redhead from Wyoming), regia di Lee Sholem (1953)
- Viaggio al pianeta Venere (Abbott and Costello Go to Mars), regia di Charles Lamont (1953)
- It Happens Every Thursday, regia di Joseph Pevney (1953)
- Il tenente dinamite (Column South), regia di Frederick de Cordova (1953)
- The All American, regia di Jesse Hibbs (1953)
- I veli di Bagdad (The Veils of Bagdad), regia di George Sherman (1953)
- Il figlio di Kociss (Taza, Son of Cochise), regia di Douglas Sirk (1954)
- Ragazze audaci (Playgirl), regia di Joseph Pevney (1954)
- Magnifica ossessione (Magnificent Obsession), regia di Douglas Sirk (1954)
- All'inferno e ritorno (To Hell and Back), regia di Jesse Hibbs (1955)
- Il terrore sul mondo (The Creature Walks Among Us), regia di John Sherwood (1956)
- Paura d'amare (Hilda Crane), regia di Philip Dunne (1956)
- Rivolta a Fort Laramie (Revolt at Fort Laramie), regia di Lesley Selander (1957)
- Il segreto di Mora Tau (Zombies of Mora Tau), regia di Edward L. Cahn (1957)
- Footsteps in the Night, regia di Jean Yarbrough (1957)
- From Hell It Came, regia di Dan Milner (1957)
- L'animale femmina (The Female Animal), regia di Harry Keller (1958)
- Thundering Jets, regia di Helmut Dantine (1958)
- Geremia, cane e spia (The Shaggy Dog), regia di Charles Barton (1959)
- The Sad Horse, regia di James B. Clark (1959)
- La rapina (The Rebel Set), regia di Gene Fowler Jr. (1959)
- Cinque pistole (Five Guns to Tombstone), regia di Edward L. Cahn (1960)
- Un professore fra le nuvole (The AbsentMinded Professor), regia di Robert Stevenson (1961)
- Pistole fiammeggianti (Gun Fight), regia di Edward L. Cahn (1961)
- Most Dangerous Man Alive, regia di Allan Dwan (1961)
- La spia in nero (The Cat Burglar), regia di William Witney (1961)
- I comanceros (The Comancheros), regia di Michael Curtiz (1961)
- 20 chili di guai!... e una tonnellata di gioia (40 Pounds of Trouble), regia di Norman Jewison (1962)
- Intrigo a Stoccolma (The Prize), regia di Mark Robson (1963)
- Pistola veloce (The Quick Gun), regia di Sidney Salkow (1964)
- Compagnia di codardi? (Advance to the Rear), regia di George Marshall (1964)
- Shenandoah - La valle dell'onore (Shenandoah), regia di Andrew V. McLaglen (1965)
- Rancho Bravo (The Rare Breed), regia di Andrew V. McLaglen (1966)
- Il cervello da un miliardo di dollari (Billion Dollar Brain), regia di Ken Russell (1967)
- Il cocktail del diavolo (If He Hollers, Let Him Go!), regia di Charles Martin (1968)
- Smith!, regia di Michael O'Herlihy (1969)
- I due invincibili (The Undefeated), regia di Andrew V. McLaglen (1969)
- Chisum, regia di Andrew V. McLaglen (1970)
- Uomini e filo spinato (The McKenzie Break), regia di Lamont Johnson (1970)
- Rio Lobo, regia di Howard Hawks (1970)
- Il grande Jake (Big Jake), regia di George Sherman (1971)
- La vita, a volte, è molto dura, vero Provvidenza?, regia di Giulio Petroni (1972)
- Ci risiamo, vero Provvidenza?, regia di Alberto De Martino (1973)
- The World Through the Eyes of Children, regia di Jimmie Rodgers (1975)
- Il pistolero (The Shootist), regia di Don Siegel (1976)
- Teste calde e tanta fifa (Hot Lead and Cold Feet), regia di Robert Butler (1978)
- Il detective con la faccia di Bogart (The Man with Bogart's Face), regia di Robert Day (1980)
- Scream, regia di Byron Quisenberry (1981)
- Early Warning, regia di David R. Elliott (1981)

### Televisione

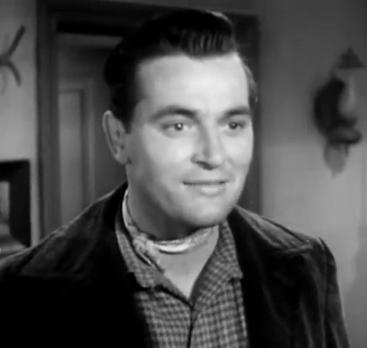
Gregg Palmer in Stories of the Century

- Il cavaliere solitario (The Lone Ranger) – serie TV, un episodio (1954)
- Cavalcade of America – serie TV, un episodio (1955)
- The Public Defender – serie TV, un episodio (1955)
- Stories of the Century – serie TV, un episodio (1955)
- So This Is Hollywood – serie TV, un episodio (1955)
- La pattuglia della strada (Highway Patrol) – serie TV, un episodio (1955)
- Navy Log – serie TV, episodio 1x09 (1955)
- Le avventure di Campione (The Adventures of Champion) – serie TV, episodi 1x12-1x16 (1955-1956)
- Il sergente Preston (Sergeant Preston of the Yukon) – serie TV, un episodio (1956)
- Blondie – serie TV, un episodio (1957)
- Code 3 – serie TV, un episodio (1957)
- Tales of the Texas Rangers – serie TV, un episodio (1957)
- Broken Arrow – serie TV, un episodio (1957)
- Furia (Fury) – serie TV, un episodio (1958)
- Sky King – serie TV, un episodio (1958)
- Alcoa Theatre – serie TV, un episodio (1958)
- The Texan – serie TV, episodio 1x03 (1958)
- Frontier Doctor – serie TV, un episodio (1958)
- Jefferson Drum – serie TV, un episodio (1958)
- Buckskin – serie TV, un episodio (1958)
- Make Room for Daddy – serie TV, un episodio (1958)
- Pony Express – serie TV, episodio 1x19 (1959)
- Cimarron City – serie TV, episodio 1x13 (1959)
- The Lineup – serie TV, 2 episodi (1959)
- The Restless Gun – serie TV, 3 episodi (1958-1959)
- 26 Men – serie TV, 5 episodi (1958-1959)
- State Trooper – serie TV, un episodio (1959)
- Avventure in fondo al mare (Sea Hunt) – serie TV, un episodio (1959)
- World of Giants – serie TV, un episodio (1959)
- Hotel de Paree – serie TV, un episodio (1960)
- The Millionaire – serie TV, un episodio (1960)
- Shotgun Slade – serie TV, 2 episodi (1959-1960)
- Overland Trail – serie TV, un episodio (1960)
- The Man from Blackhawk – serie TV, un episodio (1960)
- The Deputy – serie TV, un episodio (1960)
- Surfside 6 – serie TV, episodio 1x02 (1960)
- Lawman – serie TV, un episodio (1960)
- Sugarfoot – serie TV, episodio 4x04 (1960)
- Ripcord – serie TV, un episodio (1961)
- Gli intoccabili (The Untouchables) – serie TV, un episodio (1961)
- The Tall Man – serie TV, un episodio (1961)
- Assignment: Underwater – serie TV, un episodio (1961)
- Outlaws – serie TV, episodio 1x23 (1961)
- Le leggendarie imprese di Wyatt Earp (The Life and Legend of Wyatt Earp) – serie TV, 5 episodi (1956-1961)
- Two Faces West – serie TV, un episodio (1961)
- Tales of Wells Fargo – serie TV, 3 episodi (1957-1961)
- The Roaring 20's – serie TV, un episodio (1961)
- Carovane verso il West (Wagon Train) – serie TV, 4 episodi (1957-1962)
- Bronco – serie TV, 2 episodi (1962)
- Cheyenne – serie TV, 3 episodi (1961-1962)
- Have Gun - Will Travel – serie TV, 4 episodi (1959-1962)
- Laramie – serie TV, 3 episodi (1960-1963)
- Indirizzo permanente (77 Sunset Strip) – serie TV, 3 episodi (1962-1963)
- La legge del Far West (Temple Houston) – serie TV, un episodio (1963)
- Gli uomini della prateria (Rawhide) – serie TV, episodio 7x20 (1965)
- L'amico Gipsy (The Littlest Hobo) – serie TV, 2 episodi (1963-1965)
- Cavaliere solitario (The Loner) – serie TV, un episodio (1965)
- A Man Called Shenandoah – serie TV, episodio 1x05 (1965)
- La grande vallata (The Big Valley) – serie TV, episodio 1x07 (1965)
- Branded – serie TV, un episodio (1965)
- La leggenda di Jesse James (The Legend of Jesse James) – serie TV, un episodio (1966)
- Get Smart – serie TV, 2 episodi (1966)
- The Long, Hot Summer – serie TV, un episodio (1966)
- Corri e scappa Buddy (Run Buddy Run) – serie TV, un episodio (1966)
- Laredo – serie TV, 2 episodi (1965-1966)
- I giorni di Bryan (Run for Your Life) – serie TV, 3 episodi (1965-1967)
- Gomer Pyle: USMC – serie TV, un episodio (1967)
- Tarzan – serie TV, 3 episodi (1967-1968)
- Ai confini dell'Arizona (The High Chaparral) – serie TV, episodio 1x22 (1968)
- Missione Impossibile (Mission: Impossible) – serie TV, un episodio (1968)
- Cimarron Strip – serie TV, 3 episodi (1967-1968)
- Selvaggio west (The Wild Wild West) – serie TV, 3 episodi (1965-1968)
- Star Trek – serie TV, un episodio (1968)
- The Good Guys – serie TV, un episodio (1969)
- Bonanza – serie TV, 5 episodi (1964-1969)
- Death Valley Days – serie TV, 13 episodi (1956-1969)
- Cutter's Trail – film TV (1970)
- Menace on the Mountain – film TV (1970)
- Il virginiano (The Virginian) – serie TV, 10 episodi (1964-1970)
- Cannon – serie TV, un episodio (1971)
- Jason King – serie TV, un episodio (1971)
- Codice criminale (Mongo's Back in Town) – film TV (1971)
- Due onesti fuorilegge (Alias Smith and Jones) – serie TV, un episodio (1972)
- Un vero sceriffo (Nichols) – serie TV, un episodio (1972)
- Swiebertje – serie TV, un episodio (1973)
- Kolchak: The Night Stalker – serie TV, un episodio (1975)
- Gunsmoke – serie TV, 21 episodi (1958-1975)
- The New Daughters of Joshua Cabe – film TV (1976)
- Kit Carson and the Mountain Men – film TV (1977)
- Disneyland – serie TV, 5 episodi (1959-1977)
- Quincy (Quincy M.E.) – serie TV, un episodio (1977)
- The Hostage Heart – film TV (1977)
- Alla conquista del west (How the West Was Won) (1978)
- CHiPs (CHiPs) – serie TV, un episodio (1978)
- Go West, Young Girl – film TV (1978)
- True Grit – film TV (1978)
- Beggarman, Thief – film TV (1979)
- Il grigio e il blu (The Blue and the Gray) – miniserie TV, un episodio (1982)

## Doppiatori italiani
- Gualtiero De Angelis in All'inferno e ritorno, Rivolta a Fort Laramie
- Renzo Palmer in La vita, a volte, è molto dura, vero Provvidenza?, Ci risiamo, vero Provvidenza?
- Nando Gazzolo in Cinque pistole
- Mario Pisu in La magnifica ossessione